# Maciej Niedźwiecki
Maciej Jan Niedźwiecki (ur. 1953 w Poznaniu) – polski inżynier, profesor Politechniki Gdańskiej, pracownik Katedry Systemów Automatyki na Wydziale Elektroniki, Telekomunikacji i Informatyki. 

## Życiorys
W 1977 uzyskał tytuł magistra, w 1981 tytuł doktora na Politechnice Gdańskiej, a w 1991 doktora habilitowanego na Politechnice Warszawskiej. W 2002 uzyskał tytuł profesora nauk technicznych. W latach 1986–1989 był pracownikiem naukowym w Australian National University, Department of Systems Engineering. W 1990–1993 pełnił funkcję Zastępcy Przewodniczącego komitetu technicznego Międzynarodowej Federacji Automatyki (IFAC), w latach 2009–2014 pełnił funkcję redaktora (Associate Editor) w czasopiśmie IEEE Transactions on Signal  Processing. Obecnie jest profesorem i Kierownikiem Katedry Systemów Automatyki na Wydziale Elektroniki, Telekomunikacji i Informatyki Politechniki Gdańskiej.
Główne dziedziny jego badań koncentrują się wokół zagadnień identyfikacji systemów, statystycznego przetwarzania sygnałów i systemów adaptacyjnych. 
Jest autorem książki „Identification of Time-varying Processes” (2000, ISBN 0-471-98629-1). Obecnie członek dwóch komitetów: IFAC (Modeling, Identification and Signal Processing oraz Large Scale Complex Systems) oraz Komitet Automatyki i Robotyki Polskiej Akademii Nauk (PAN).

## Odznaczenia
- Srebrny Krzyż Zasługi (1998)[5]
- Złoty Krzyż Zasługi (2003)[6]